# William Bradley (Rennfahrer)
William Mark Campbell Bradley (* 21. Oktober 1931; † 12. August 2000) war ein britischer Autorennfahrer.

## Karriere
William Bradley war in den 1960er-Jahren ein erfolgreicher Sport- und Tourenwagenpilot. In seiner Karriere feierte er zwei Gesamt- und fünf Klassensiege. Erfolgreich war er vor allem bei Rennveranstaltungen in Großbritannien. 1965 gewann er auf einem Triumph Spitfire ein nationales Sportwagenrennen in Brands Hatch und 1968 auf einem Porsche 906 eines im Dubliner Phoenix Park.
Seine größten internationalen Erfolge waren der zweite Platz, gemeinsam mit Richard Attwood im Porsche 906, beim 500-km-Rennen von Zeltweg 1967 und der dritte Rang beim 6-Stunden-Rennen von Vila Real 1969.
Zweimal war er beim 24-Stunden-Rennen von Le Mans am Start. Einmal konnte er sich mit dem 24. Rang 1964 platzieren.

## Statistik

### Le-Mans-Ergebnisse
| Jahr | Team                        | Fahrzeug                     | Teamkollege  | Platzierung | Ausfallgrund |
| ---- | --------------------------- | ---------------------------- | ------------ | ----------- | ------------ |
| 1964 | Donald Healey Motor Company | Austin-Healey Sprite Sebring | Clive Baker  | Rang 24     |              |
| 1965 | Standard Triumph Ltd.       | Triumph Spitfire             | Peter Bolton | Ausfall     | Motorschaden |

### Einzelergebnisse in der Sportwagen-Weltmeisterschaft
| Saison | Team                                                   | Rennwagen                                           | 1   | 2   | 3   | 4   | 5   | 6   | 7   | 8   | 9   | 10  | 11  | 12  | 13  | 14  | 15  | 16  | 17  | 18  | 19  | 20  |
| ------ | ------------------------------------------------------ | --------------------------------------------------- | --- | --- | --- | --- | --- | --- | --- | --- | --- | --- | --- | --- | --- | --- | --- | --- | --- | --- | --- | --- |
| 1964   | Donald Healey Healey Motor Peter Sutcliffe Triumph     | Austin-Healey Sprite Jaguar E-Type Triumph Spitfire | DAY | SEB | TAR | MON | SPA | CON | NÜR | ROS | LEM | REI | FRE | CCE | RTT | SIM | NÜR | MON | TDF | BRI | BRI | PAR |
| 1964   | Donald Healey Healey Motor Peter Sutcliffe Triumph     | Austin-Healey Sprite Jaguar E-Type Triumph Spitfire |     |     |     |     |     |     | 29  |     | 24  | 14  |     |     |     |     |     |     | DNF |     |     |     |
| 1965   | William Bradley Standard Motor Company Peter Sutcliffe | Triumph Spitfire Ferrari 250 GTO                    | DAY | SEB | BOL | MON | MON | RTT | TAR | SPA | NÜR | MUG | ROS | LEM | REI | BOZ | FRE | CCE | OVI | NÜR | BRI | BRI |
| 1965   | William Bradley Standard Motor Company Peter Sutcliffe | Triumph Spitfire Ferrari 250 GTO                    |     |     |     |     |     |     |     |     | DNF |     |     | DNF | DNF |     |     |     |     |     |     |     |
| 1966   | William Bradley                                        | Triumph Spitfire                                    | DAY | SEB | MON | TAR | SPA | NÜR | LEM | MUG | CCE | HOK | SIM | NÜR | ZEL |     |     |     |     |     |     |     |
| 1966   | William Bradley                                        | Triumph Spitfire                                    |     |     | DNF |     |     |     |     |     |     |     |     |     |     |     |     |     |     |     |     |     |
| 1967   | Midland Racing                                         | Porsche 906                                         | DAY | SEB | MON | SPA | TAR | NÜR | LEM | HOK | MUG | BRH | CCE | ZEL | OVI | NÜR |     |     |     |     |     |     |
| 1967   | Midland Racing                                         | Porsche 906                                         |     |     |     |     |     |     |     |     |     | 17  |     | 2   |     |     |     |     |     |     |     |     |
| 1968   | William Bradley Vic Elford                             | Porsche 906 Porsche 910                             | DAY | SEB | BRH | MON | TAR | NÜR | SPA | WAT | ZEL | LEM |     |     |     |     |     |     |     |     |     |     |
| 1968   | William Bradley Vic Elford                             | Porsche 906 Porsche 910                             |     |     | 12  | 9   |     | 15  | 7   |     | DNF |     |     |     |     |     |     |     |     |     |     |     |
| 1969   | William Bradley                                        | Porsche 910                                         | DAY | SEB | BRH | MON | TAR | SPA | NÜR | LEM | WAT | ZEL |     |     |     |     |     |     |     |     |     |     |
| 1969   | William Bradley                                        | Porsche 910                                         |     |     |     |     |     | 12  | 12  |     |     | 11  |     |     |     |     |     |     |     |     |     |     |